# 超高速！參勤交代
《超高速！參勤交代》（日语：超高速!参勤交代）是一部由日本作家土橋章宏撰寫的劇本，以江戶時代的參勤交代為題材。於2011年第37屆城戶賞全體評審給予滿分而獲獎，2013年改編為小說由講談社發行，2014年松竹改編為電影上映，獲得當年的藍絲帶獎最佳影片。2016年，電影續集《超高速！參勤交代Returns》（超高速!参勤交代 リターンズ）上映。

## 概述
德川幕府第八代將軍德川吉宗的時代，位於磐城國石高一萬五千石的超弱藩「湯長谷藩」（今 福島縣磐城市常磐下湯長谷町），因為幕府老中松平信祝覬覦湯長谷的金山，無理要求湯長谷藩在五日內，完成一般路程需要八日的參勤交代。

## 演員
- 内藤政醇（湯長谷藩主）：佐佐木藏之介
- お咲（飯盛り女）：深田恭子
- 雲隠段蔵（抜け忍）：伊原剛志
- 荒木源八郎（湯長谷藩士）：寺脇康文
- 秋山平吾（湯長谷藩士）：上地雄輔
- 鈴木吉之丞（湯長谷藩士）：知念侑李（Hey! Say! JUMP）
- 増田弘忠（湯長谷藩士）：柄本時生
- 今村清右衛門（湯長谷藩士）：六角精兒
- 徳川吉宗（征夷大将軍）：市川猿之助
- 松平輝貞（老中首座）：石橋蓮司
- 松平信祝（老中）：陣内孝則（特別出演）
- 相馬兼嗣（湯長谷藩家老）：西村雅彦
- 内藤政樹（磐城平藩主）：甲本雅裕
- 琴姫（政醇之妹）：舞羽美海
- 徳川宗翰（水戸藩主）：前田旺志郎
- 夜叉丸（隠密頭）：忍成修吾
- 高坂小太郎（隠密）：富浦智嗣
- 瀬川（湯長谷藩江戸家老）：近藤公園
- 虎之助（隠密）：和田聰宏
- 茂吉（農民）：神戸浩